# Хенри Милер
Хенри Валентајн Милер (енгл. Henry Valentine Miller; Њујорк, 26. децембар 1891 — Пацифик Палисејдс, 7. јун 1980) био је амерички књижевник. Уз Хемингвеја се сматра за једног од најзначајнијих америчких писаца двадесетог века.

## Биографија
Рођен је у породици немачког кројача. Детињство и рану младост провео у Бруклину. Схвативши да академски живот није оно што га привлачи, радио је као таксиста и библиотекар како би се прехранио.
Велики женскарош и идеалиста, 1917. године жени се првом од пет жена колико је имао, Беатрисом Силвас Викенс. Налази посао у „Вестерн Јунион“ телеграфској служби, где долази у додир са писањем. Милеров шеф је једног дана дошао на идеју да би неко требало да напише књигу о куририма. Милер се прихватио посла и тако је настала његова прва књига „Склопљена крила“. Курирска каријера трајала је четири године, када је са својој другом женом, Џун Едит Смит Менсфилд, такси возачем, 1928. године отишао на пропутовање кроз Европу. Брачне размирице постале су непремостиве, па је Милер 1930. године оставио жену и отишао у Париз. Деценију пре Другог светског рата, провео је, углавном боемски, у „граду светлости“ где је радио као новинар и где је написао више од 36 књига и других дела. Овде је објавио и своје најпознатије књиге. Прва - „Ракова обратница“ - говори о његовим искуствима о доживљајима у Паризу, а објављена је 1934. године. Затим: „Црно пролеће“ (1936), „Повратник јарца“ (1939), као и трилогије „Ружичасто распеће“ („Сексус“, „Плексус“, „Нексус“). Такође је објавио и путописе и драме.
Његови радови убрзо су постали бестселери. После 1939. године, напустио је Париз и преселио се Грчку где је боравио шест месеци. Вративши се у Америку, почео је да пише о својим путовањима. Написао је чувени путопис из Грчке „Колос из Марусија“ (1941), „Мирни дани на Клишију“ (1956), као и неколико лирско-аутобиографских записа: „Велики југ и наранџе Хијеронимуса Боша“ (1957), (1962), „Грчка“ са цртежима Ане Пур (1964). Такође је писао путописне мемоаре, бавио се књижевном критиком и сликао аквареле.

## Дела

### Књиге и збирке
- Tropic of Cancer, Paris: Obelisk Press, 1934.
  - New York: Grove Press, 1961.  0-8021-3178-6
- Black Spring, Paris: Obelisk Press, 1936.
  - New York: Grove Press, 1963.  0-8021-3182-4
- Tropic of Capricorn, Paris: Obelisk Press, 1939.
  - New York: Grove Press, 1961.  0-8021-5182-5
- The Cosmological Eye, Norfolk, CT: New Directions, 1939.  0-8112-0110-4
- The Colossus of Maroussi, San Francisco: Colt Press, 1941.
  - New York: New Directions, 1958.  0-8112-0109-0
- The Wisdom of the Heart, Norfolk, CT: New Directions, 1941.
  - New York: New Directions, 1960.  0-8112-0116-3
- Sunday After the War, Norfolk, CT: New Directions, 1944.
- The Air-Conditioned Nightmare, New York: New Directions, 1945.
  - New York: New Directions, 1970.  0-8112-0106-6
- Why Abstract? with Hilaire Hiler and William Saroyan, New York: New Directions, 1945.
  - New York: Haskell House, 1974.  0-8383-1837-1
- The Time of the Assassins: A Study of Rimbaud, New York: New Directions, 1946.
  - New York: New Directions, 1962.  0-8112-0115-5
- Remember to Remember, New York: New Directions, 1947. (Volume 2 of The Air-Conditioned Nightmare.)
  - London: Grey Walls Press, 1952.
- The Smile at the Foot of the Ladder, New York: Duell, Sloan and Pearce, 1948.
  - Kansas City, MO: Hallmark Editions, 1971.  0-87529-173-2
- Sexus (Book one of The Rosy Crucifixion), Paris: Obelisk Press, 1949.
  - New York: Grove Press, 1963.  0-394-62371-1
- The Books in My Life, Norfolk, CT: New Directions, 1952.
  - New York: New Directions, 1969.  0-8112-0108-2
- Plexus (Book two of The Rosy Crucifixion), Paris: Olympia Press, 1953.
  - New York: Grove Press, 1963.  0-8021-5179-5
- Nights of Love and Laughter, Signet, 1955.
- Quiet Days in Clichy, with photographs by Brassaï, Paris: Olympia Press, 1956.
  - New York: Grove Press, 1987.  0-8021-3016-X
  - Richmond, England: Oneworld Classics, 2007.  978-1-84749-036-0
- A Devil in Paradise, New York: New American Library, 1956.
  - New York: New Directions, 1993.  0-8112-1244-0
- Big Sur and the Oranges of Hieronymus Bosch, New York: New Directions, 1957.  0-8112-0107-4
- The Henry Miller Reader, ed. Lawrence Durrell, New York: New Directions, 1959.
- Nexus (Book three of The Rosy Crucifixion), Paris: Obelisk Press, 1960.
  - New York: Grove Press, 1965.  0-8021-5178-7
- Stand Still Like the Hummingbird, New York: New Directions, 1962.  0-8112-0322-0
- Henry Miller on Writing, New York: New Directions, 1964.  0-8112-0112-0
- Insomnia or the Devil at Large, Albuquerque: Loujon Press, 1970.
  - Garden City, NY: Doubleday, 1974.
- My Life and Times, New York: Playboy Press, 1971.
- The Nightmare Notebook, New York: New Directions, 1975. Notes and drawings.
- Henry Miller's Book of Friends: A Tribute to Friends of Long Ago, Santa Barbara, CA: Capra Press, 1976.  0-88496-050-1
- The World of Lawrence: A Passionate Appreciation, Santa Barbara: Capra Press, 1980.
- Sextet, Santa Barbara, CA: Capra Press, 1977.  0-88496-119-2
  - New York: New Directions, 2010.  978-0-8112-1800-9
- My Bike and Other Friends, Volume II, Book of Friends, Santa Barbara, CA: Capra Press, 1978.  0-88496-075-7
- Joey: A Loving Portrait of Alfred Perlès Together With Some Bizarre Episodes Relating to the Opposite Sex, Volume III, Book of Friends, Santa Barbara, CA: Capra Press, 1979.  0-88496-136-2

### Памфлети и дала малог тиража
- Aller Retour New York, Paris: Obelisk Press, 1935.
- What Are You Going to Do about Alf? An Open Letter to All and Sundry, Paris: Pamphlet printed at author's expense, 1935.
  - London: Turret, 1971.  0-85469-022-0
- Max and the White Phagocytes, Paris: Obelisk Press, 1938.
  - New York: New Directions, 1991.  0-8112-1193-2
- The World of Sex, Chicago: Ben Abramson, Argus Book Shop, 1940.
  - Richmond, England: Oneworld Classics, 2007.  978-1-84749-035-3
- The Plight of the Creative Artist in the United States of America, ?:? [no publisher listed, but published by Bern Porter], [undated, internal evidence suggests 1944].
- Echolalia: Reproductions of Water Colors, Berkeley, CA: Bern Porter, 1945.
- Henry Miller Miscellanea, San Mateo, CA: Bern Porter, 1945.
- Maurizius Forever, San Francisco: Colt Press, 1946.
- Into the Night Life, privately published with Bezalel Schatz, 1947.
- The Waters Reglitterized: The Subject of Water Color in Some of Its More Liquid Phases, San Jose, CA: John Kidis, 1950.
  - Santa Barbara, CA: Capra Press, 1973.  0-912264-71-3
- The Red Notebook, Highlands, NC: Jargon Books, 1958. Facsimile of one of Miller's journals from 1939.
- To Paint is to Love Again, Alhambra, CA: Cambria Books, 1960.
  - New York: Grossman Publishers, 1968.
- Watercolors, Drawings, and His Essay "The Angel Is My Watermark", New York: Abrams, 1962.
- Greece (with drawings by Anne Poor), New York: Viking Press, 1964.
- On Turning Eighty, Santa Barbara, CA: Capra Press, 1972.  9780912264431
- The Immortal Bard, London: Village Press, 1973. (About John Cowper Powys, print run of 500 copies.)
- First Impressions of Greece, Santa Barbara, CA: Capra Press, 1973.  0-912264-59-4
- Reflections on the Maurizius Case: A Humble Appraisal of a Great Book, Santa Barbara, CA: Capra Press, 1974.  0-912264-73-X

### Драме
- Just Wild About Harry, New York: New Directions, 1963.
  - New York: New Directions, 1979.  0-8112-0724-2

### Кореспонденција
- Hamlet Volume I with Michael Fraenkel, New York: Carrefour, 1939.
- Hamlet Volume II with Michael Fraenkel, New York: Carrefour, 1941.
  - Above two volumes republished, minus two letters, as Henry Miller's Hamlet Letters, Santa Barbara, CA: Capra Press, 1988.  0-88496-269-5
- The Plight of the Creative Artist in the United States of America, Houlton, ME: Bern Porter, 1944.
- Semblance of a Devoted Past, Berkeley, CA: Bern Porter, 1944. A collection of Miller’s letters to Emil Schnellock.
- Reunion in Barcelona: a Letter to Alfred Perlès, from Aller Retour New York, Northwood, England: Scorpion Press, 1959.
- Lawrence Durrell and Henry Miller: A Private Correspondence, ed. George Wickes, E.P. Dutton, 1963.
- A Literate Passion: Letters of Anaïs Nin and Henry Miller, 1932-1953, ed. Gunther Stuhlmann. San Diego: Harcourt Brace Jovanovich, 1987.
- The Durrell-Miller Letters, 1935-80, ed. Ian S. MacNiven, New York: New Directions, 1988.
- From Your Capricorn Friend: Henry Miller and the Stroker, 1978-1980, New York: New Directions, 1984. Correspondence with Irving Stettner.
- Letters to Emil, New York: New Directions, 1989. A collection of Miller’s letters to Emil Schnellock, from 1921-34.
- Proteus and the Magician: The Letters of Henry Miller and John Cowper Powys, ed. Jacqueline Peltier. London: The Powys Society, 2014.

### Постхумне публикације
- Moloch: or, This Gentile World, written in 1927, published by the Estate of Henry Miller. New York: Grove Press, 1992.  0-8021-3372-X
- Crazy Cock (originally titled Lovely Lesbians), written in 1928–30, published by the Estate of Henry Miller. New York: Grove Weidenfeld, 1991.  0-8021-1412-1
- Opus Pistorum, (from the Latin, Work of the Miller), written as pornography-for-hire in 1941 (see Anaïs Nin), was retitled in its second edition Under the Roofs of Paris, published by the Estate of Henry Miller. New York: Grove Press, 1983.  0-8021-3183-2
- Paris 1928 (Nexus II), abandoned continuation of Nexus, written in 1961, published by Bloomington: Indiana University Press, 2012.
- Into the Heart of Life: Henry Miller at One Hundred, ed. Frederick Turner, New York: New Directions, 1991.

### Необјављени радови
- Clipped Wings, Miller's first novel, written in 1922.

### Дискографија
- Henry Miller Recalls and Reflects: An Extraordinary American Writer Speaks Out (2 LP records, RLP 7002/3), New York: Riverside Records, 1956.